# Tanja Dohse
Tanja Dohse (* 31. März 1965 in Kiel) ist eine deutsche Theater- und Filmschauspielerin, Hörspiel- und Synchronsprecherin sowie Musical- und Studiosängerin.

## Leben
Seit 1995 ist sie Synchronsprecherin und spricht Hörspiele (Die Drei Fragezeichen, Die Olchis, Die Legende von Mythras, Piraten, Böse usw.), Hörbücher (u. a. Silberwind. Das blaue Einhorn von Sandra Grimm) und für die Werbung (Coca Cola, Nivea, Kinder-Schokolade, Coral). Sie schrieb u. a. drei Musicals (Let’s Twist, Jailhouse, Kiss), die von 1998 bis 2003 erfolgreich am Theater am Holstenwall in Hamburg liefen und später deutschlandweit auf Tournee gingen.
Sie sang die Titellieder zur Fernsehserie Horseland (Super RTL) sowie Gingers Welt (KIKA, Nick).
2011 gründete sie mit Robert Missler und Detlef Tams die Comedytruppe „Die Verbalneurotiker“. Als Gäste sind Tanja Schumann und Tina Eschmann dabei.

## Synchronsprecherin
Sie lieh ihre Stimme unter anderem:
- Sofía Vergara als Isabella in The 24th Day
- Jennifer Morrison als Dr. Alison Cameron in Dr. House, als Emma Swan in Once Upon a Time – Es war einmal…
- Sina (Sesamstraße)
- Dodie (Gingers Welt)
- Laa-Laa (Teletubbies)
- Mikoto Suou (School Rumble)
- Yuri Tanima / Engel Lily (Wedding Peach)
- Morrigan (Dragon Age: Origins, Dragon Age: Inquisition)
- Liara T’Soni (Mass Effect 2, Mass Effect 3)
- Faridah Malik (Deus Ex: Human Revolution)
- Chum Chum / Fanboy und Chum Chum
- Bunny / Dibo
- Sarah Natochenny als Twinkle in Super 4
- Olivia Lancelot in Bang Gang – Die Geschichte einer Jugend ohne Tabus
- Cookie Falcone in Fugget About It
- Supermarktverkäuferin in Angelo
- Ram-Bam-Boo (Die Brot-Piloten)